# Минусинская ТЭЦ
Минусинская ТЭЦ — небольшая угольная теплоэлектроцентраль, основной источник тепловой энергии города Минусинска Красноярского края. Входит в состав АО «Енисейская территориальная генерирующая компания (ТГК-13)».
Расположена в 4 км на юг от окраин города Минусинска.

## История
В 1971 году ЦК КПСС и Совет Министров СССР приняли постановление о строительстве Минусинского промышленного узла с комплексом электротехнических предприятий и ТЭЦ.
В 1974 году была выбрана площадка, в следующем году началось строительство пиковой котельной. Тепловые мощности вводились поэтапно: первый котёл — в 1978 году, второй — в 1979, третий — в 1981, четвёртый — в 1985. Долгие годы станция функционировала в режиме котельной, не имея электрогенерирующего оборудования. Первый и единственный на текущий момент энергоблок Минусинской ТЭЦ был введён в промышленную эксплуатацию 25 декабря 1997 года.
В первую очередь были построены магистральные тепловые сети в направлении электрокомплекса, в 1987 году — сети в направлении города.
В ходе реформы РАО ЕЭС России Минусинская ТЭЦ, как и другие ТЭЦ Красноярского края, вошли в состав ТГК-13, ныне подконтрольной Сибирской генерирующей компании.
В 2011 году на Минусинской ТЭЦ была проведена перемаркировка турбоагрегата с увеличением мощности на 5 МВт.

## Описание
Установленная электрическая мощность Минусинской ТЭЦ составляет на начало 2016 года 85 МВт, тепловая — 330,4 Гкал/ч, из них на отборы турбин приходится 130 Гкал/ч. В структуре выработки электроэнергии электростанциями Красноярского края доля Минусинской ТЭЦ незначительна — менее 1 %.
ТЭЦ снабжает теплом город, а также посёлки Ильичёво, Шушенское, Тесь, Зелёный Бор.
Основное оборудование ТЭЦ включает:
- четыре паровых котла марки БКЗ-75-39ФБ единичной паропроизводительностью 75 т/ч;
- один энергоблок в составе:
  - энергетического котла марки БКЗ-420-140ПТ2 паропроизводительностью 420 т/ч;
  - турбоагрегата ПТ-85/105-130/13-1М мощностью 85 МВт.

Станция спроектирована на сжигание местных бурых углей. Для растопки и в качестве резервного топлива используется мазут. Золошлакоотвал пойменного типа.